# Abu al-Hasan al-Hashimi al-Qurashi
Abu al-Hasan al-Hashimi al-Qurashi (en árabe أبو الحسن الهاشمي القرشي) (Irak Baazista, 31 de enero de 1980- Jasim, Siria, 15 de octubre de 2022) fue un militante iraquí y el tercer autoproclamado califa del Estado Islámico. Fue nombrado el 10 de marzo de 2022 en un mensaje de audio emitido por el portavoz de la organización, Abu Omar al Muhajir, cuyo anuncio se produjo más de un mes después de la muerte de su predecesor, Abu Ibrahim al Hashemi al Qurash. En el mensaje se decía que Abu al Hassan recibía el juramento en respuesta a la voluntad del anterior califa. Turquía afirmó que fue detenido en Estambul el 26 de mayo de 2022.

## Identidad
Abu al-Hasan es su kunya. Al-Hashimi y al-Qurashi indican que pertenece al clan Hashim de la tribu Quraysh. Al Ain News informó de que el verdadero nombre de al-Qurashi es Zaid al-Iraqi. Es iraquí y era el emir del Diwan de la Educación.
Según dos funcionarios de seguridad iraquíes no identificados, el verdadero nombre de al-Qurashi es Juma Awad al-Badri, y es el hermano mayor del antiguo líder del Estado Islámico, Abu Bakr al-Baghdadi. Una investigación del historiador iraquí Hisham al-Hashimi publicada en 2020 afirmaba que al-Qurashi era el jefe del Consejo de la Shura, compuesto por cinco miembros.

## Supuesta detención
El 26 de mayo de 2022, fuentes informadas dijeron a Sky News Arabia que Abu al-Hasan había sido detenido en Estambul (Turquía), y las fuerzas de seguridad informaron de la detención al presidente Erdoğan, que se esperaba que anunciara la noticia sobre el sospechoso.

## Fallecimiento
El 30 de noviembre de 2022, la Fundación Al-Furqan anunció que Abu al-Hasan había muerto durante los combates. Un portavoz del ISIS, Abu Omar, confirmó la noticia ese mismo día.